# Aurora (Iowa)
Aurora – miasto w Stanach Zjednoczonych, w stanie Iowa, siedziba hrabstwa Buchanan.

## Demografia
W 2000 liczyło 194 mieszkańców. W 2023 liczba mieszkańców spadła do 166 osób, a gęstość zaludnienia poniżej 111 osób/km².